# Sebastian Bonecki
Sebastian Bonecki (Legnica, 13 febbraio 1995) è un calciatore polacco, centrocampista del Chrobry Głogów.

## Carriera

### Club
Cresciuto nel settore giovanile dello Zagłębie Lubin, ha esordito in prima squadra il 23 agosto 2013 disputando l'incontro di Ekstraklasa perso 0-1 contro il KS Cracovia.

### Nazionale
Ha giocato nelle nazionali giovanili polacche Under-18 ed Under-20.

## Statistiche

### Presenze e reti nei club
Statistiche aggiornate al 21 aprile 2022.
| Stagione              | Squadra               | Campionato            | Campionato | Campionato | Coppe nazionali | Coppe nazionali | Coppe nazionali | Coppe continentali | Coppe continentali | Coppe continentali | Altre coppe | Altre coppe | Altre coppe | Totale | Totale |
| Stagione              | Squadra               | Comp                  | Pres       | Reti       | Comp            | Pres            | Reti            | Comp               | Pres               | Reti               | Comp        | Pres        | Reti        | Pres   | Reti   |
| --------------------- | --------------------- | --------------------- | ---------- | ---------- | --------------- | --------------- | --------------- | ------------------ | ------------------ | ------------------ | ----------- | ----------- | ----------- | ------ | ------ |
| 2013-2014             | Zagłębie Lubin        | EK                    | 7          | 0          | CP              | 4               | 0               |                    | -                  | -                  |             | -           | -           | 11     | 0      |
| 2014-2015             | Zagłębie Lubin        | 1L                    | 19         | 0          | CP              | 2               | 0               |                    | -                  | -                  |             | -           | -           | 21     | 0      |
| 2015-2016             | Zagłębie Lubin        | EK                    | 2          | 0          | CP              | 1               | 0               |                    | -                  | -                  |             | -           | -           | 3      | 0      |
| Totale Zagłębie Lubin | Totale Zagłębie Lubin | Totale Zagłębie Lubin | 28         | 0          |                 | 7               | 0               |                    | -                  | -                  |             | -           | -           | 35     | 0      |
| 2016-2017             | Chrobry Głogów        | 1L                    | 27         | 5          | CP              | 1               | 0               |                    | -                  | -                  |             | -           | -           | 28     | 5      |
| feb.-giu. 2018        | Odra Opole            | 1L                    | 10         | 1          | CP              | 0               | 0               |                    | -                  | -                  |             | -           | -           | 10     | 1      |
| 2018-2019             | Odra Opole            | 1L                    | 24         | 2          | CP              | 3               | 0               |                    | -                  | -                  |             | -           | -           | 27     | 2      |
| 2019-2020             | Odra Opole            | 1L                    | 32         | 1          | CP              | 1               | 0               |                    | -                  | -                  |             | -           | -           | 33     | 1      |
| 2020-gen. 2021        | Odra Opole            | 1L                    | 15         | 2          | CP              | 1               | 1               |                    | -                  | -                  |             | -           | -           | 16     | 3      |
| Totale Odra Opole     | Totale Odra Opole     | Totale Odra Opole     | 81         | 6          |                 | 5               | 1               |                    | -                  | -                  |             | -           | -           | 86     | 7      |
| gen.-giu. 2021        | Nieciecza             | 1L                    | 13         | 0          | CP              | -               | -               |                    | -                  | -                  |             | -           | -           | 13     | 0      |
| 2021-2022             | Nieciecza             | EK                    | 17         | 0          | CP              | 2               | 0               |                    | -                  | -                  |             | -           | -           | 19     | 0      |
| Totale Nieciecza      | Totale Nieciecza      | Totale Nieciecza      | 30         | 0          |                 | 2               | 0               |                    | -                  | -                  |             | -           | -           | 32     | 0      |
| Totale carriera       | Totale carriera       | Totale carriera       | 166        | 11         |                 | 15              | 1               |                    | -                  | -                  |             | -           | -           | 181    | 12     |

## Palmarès

### Club

#### Competizioni nazionali
- I liga: 1

Zagłębie Lubin: 2014-2015